# 8470 Дудинська
8470 Дудинська  (8470 Dudinskaya) — астероїд головного поясу, відкритий 17 вересня 1982 року.
Тіссеранів параметр щодо Юпітера — 3,583.